# Шартымка
Шартымка — река в России на Южном Урале, протекает в Учалинском районе республике Башкортостан; в нижнем течении — вдоль административной границы с Уйским районом Челябинской области. Устье реки находится в 422 км по правому берегу реки Уй. Длина реки составляет 24 км. 

## Данные водного реестра
По данным государственного водного реестра России относится к Иртышскому бассейновому округу, водохозяйственный участок реки — Тобол от истока до впадения реки Уй, без реки Увелька, речной подбассейн реки — Тобол. Речной бассейн реки — Иртыш.

## Населённые пункты
- Мансурово

## Притоки
- Ишньелга
- Тугальматаш, у Мансурово